# Чернянская волость (Новооскольский уезд)
Чернянская волость — административно-территориальная единица Новооскольского уезда Курской губернии.

## Селения волости в 1850 году
- слобода Чернянка — 2604 мужчин[1]
- хутор Большой  (с. Большое) — 191 мужчин
- хутор Аделаидино (х. Малый) — 189 мужчин
- сельцо Протопоповка (с. Ездочное)— 75 мужчин

## Селения волости в 1862 году
- слобода Чернянка (Ново-Ивановка) (в настоящее время п.Чернянка) — 5410 жителей в 856 дворах.
- слобода Масловка (с. Ездочное) — 1163 ж. в 232 дв.
- село Ездочное — 952 ж. в 130 дв.
- слобода Морквина (п.Чернянка)— 931 ж. в 164 дв.
- слобода Холок (Холковка) (с. Холки) — 889 ж. в 128 дв.
- хутор Масловский (с. Новомасловка) — 788 ж. в 127 дв.
- деревня Окуни (с. Окуни) — 751 ж. в 106 дв.
- слобода Гнилая (Раевка) (х. Раевка) — 509 ж. в 27 дв.
- хутор Малый (Аделандовка) (х. Малый) — 371 ж. в 57 дв.
- хутор Большой (Великий) (с. Большое) — 349 ж. в 64 дв
- село Гнилое (Гнилой колодец,Орлик) (с. Окуни) — 247 ж. в 32 дв.
- хутор Александрет (х. Бородин) — 227 ж. в 74 дв.
- деревня Ближняя Ливенка (п.Чернянка) — 211 ж. в 23 дв.
- хутор Бородин (х. Бородин) — 201 ж. в 34 дв.
- слободка Протопоповка (с. Ездочное)— 172 ж. в 18 дв.
- хутор Стригун (с. Большое) — 172 ж. в 27 дв.
- хутор Красовка (п.Чернянка) — 78 ж. в 10 дв.
- деревня Нижняя Черняночка (п. Красный Остров) — 61 ж. в 5 дв.
- сельцо Морквино (п.Чернянка) — 51 ж. в 7 дв.

## Селения волости в 1877 году
По состоянию на 1877 год  — состояло из 5 селений,7 сельских обществ,9 общин,1056 дворов,5438 жителей.:
- слобода Чернянка — 974 дв., 4952 ж., волостное правление, школа, 2 православных церкви ,2 богадельни, ткацкая фабрика, кирпичный завод, 10 лавок, постоялый двор.
- деревня Ближняя Ливенка — 48 дв., 295 ж., 2 бумажных фабрики, лавка.
- деревня Черняночка (Красный Остров).

Слобода Морквина была в Морквинской волости.

## Селения волости в 1884 году
По состоянию на 1884 год  — состояло из 19 селений, и 25 сельских общин. Население 11743 — человек (6050 мужчин и 5693 — женщин, 1960 дворових построек .
- деревня Нижняя Чернянка(в 1862 г. д. Нижняя Черняночка) (в настоящее время п. Красный Остров)— крестьяне государственные четвертные, 1 община, до уездного города (Новый Оскол) 17 верст, до станового (Чернянка) 1 верста, 16 дворов, 81 житель. Почва — 44 % чернозем (70 десятин), песок (90 десятин).
- село Гнилое (с. Окуни) — крестьяне государственные четвертные, до уездного города 25 верст, православная церковь, церковно-приходская школа, 48 дворов, 361 ж.
- деревня (в 1862 г.-сельцо) Морквина (п.Чернянка) — крестьяне государственные четвертные, до уездного города 22 версты, 18 дворов, 117 ж.
- деревня Окуни (с. Окуни) — крестьяне государственные четвертные, до уездного города 30 верст, 106 дворов, 713 ж.
- село Ездочное — крестьяне государственные четвертные и собственники Страженковых и Гобят, 2 общины, православная церковь, церковно-приходская школа, до уездного города 13 верст, 172 двора, 1159 ж.
- сельцо (в 1862 г.-хутор) Аделандено (х. Малый) — крестьяне собственники Евреинова, до уездного города 26 верст, 74 дворов, 407 ж.
- сельцо (в 1862 г.-слободка) Протопоповка (с. Ездочное)— крестьяне собственники Аринкина, до уездного города 17 верст, 19 дворов, 135 ж.
- хутор Александрета (х. Бородин) — крестьяне собственники Веригина, до уездного города 32 версты, 36 дворов, 281 ж.
- хутор Бородин (Пришибин) (х. Бородин) — крестьяне собственники Щербинина, до уездного города 32 верст, 37 дворов, 238 ж.
- хутор Масловский (с. Новомасловка) — крестьяне собственники графа Шереметьева, до уездного города 15 верст, 117 дворов, 720 ж.
- хутор Большой (с. Большое) — крестьяне собственники Тарасенко-Отрешковой и Щербинина, 2 общины, до уездного города 28 верст, 100 дворов, 587 ж.
- хутор Юрьев (х. Малый) — крестьяне собственники Полторацкаго, до уездного города 18 верст, 5 дворов, 46 ж.
- слобода Чернянка — крестьяне собственники Тарасенко-Отрешковой, Евреинова, Полторацкаго и Монтрезор,4 общины, до уездного города 18 верст, две православных церкви, две церковно-приходских школы (Чернянская первая, открыта по инициативе Щербинина в 1869 г., в 1885 г. было 200 учеников и 2 учителя и Чернянская вторая, открыта по инициативе князя Касаткина — Ростовского в 1881 г.,в 1885 г. было 131 ученик и 1 учитель), кирпичный завод, две богадельни, 464 дворов, 2381 ж.(из-за пожара в Чернянке 300 дворов 1 Чернянского общества не посчитано) Почва — чернозем всего 150 десятин, а остальная супесок, мел и кремень.
- слобода Маслова (с. Ездочное) — крестьяне собственники графа Шереметьева, до уездного города 13 верст, две православных церкви, церковно-приходская школа, 229 дворов, 1212 ж.
- слобода Морквина (п.Чернянка)— крестьяне собственники Раевскаго и Попова,2 общины, до уездного города 22 версты, православная церковь, церковно-приходская школа, сукновальня, 130 дворов, 884 ж.
- слобода Раевка и х. Малые Окуни (х. Раевка) — крестьяне собственники Терентьевой и Арсеньевой, до уездного города 25 верст, 101 дворов, 644 ж.
- деревня Ближняя Ливенка (п.Чернянка) — крестьяне государственные душевые, до уездного города 17 верст, 2 бумажных фабрики, 47 дворов, 311 ж.
- село (в 1862 г.-слобода) Холок (с. Холки) — крестьяне государственные душевые, до уездного города 18 верст, православная церковь, церковно-приходская школа, 228 дворов, 1395 ж.
- деревня (в 1862 г.-хутор) Красовка или Малая Чернянка (п.Чернянка) — крестьяне государственные душевые, Хитровово, до уездного города 22 версты, до станового (Чернянка) — 2 версты, 8 дворов, 71 ж.

## Селения волости в 1892 году
- слобода Чернянка — 6128 жителей.[3]
- слобода Холок — 1566 ж.
- село Ездочное — 1485 ж.
- слобода Масловка — 1439 ж.
- слобода Новая Масловка (с. Новомасловка)— 1011ж.
- деревня Окуни — 943 ж.
- слобода Морквина — 904 ж.
- слобода Раевка — 772 ж.
- хутор Большой — 662 ж.
- село Гнилое(с. Окуни) — 477 ж.
- хутор Аделандин (х. Малый) — 447 ж.
- деревня Ближне-Ливенское (п.Чернянка) — 396 ж.
- хутор Бородин — 344 ж.
- хутор Александрет (х. Бородин) — 331 ж.
- сельцо Морквино — 171 ж.
- сельцо Протопоповка — 148 ж.
- деревня Нижняя Черняночка (п. Красный Остров) — 107 ж.
- сельцо Красовка (п.Чернянка) — 94 ж.
- хутор Юрьевский (х. Малый) — 74 ж.

## Селения волости в 1901 году
По состоянию на 1901 год волость состояла из 44 селений: 5 слобод, 3 сёл,9 хуторов, 3 деревень, 3 селец, 19 посёлков, 1 усадьбы и 1 посада.
- слобода Чернянка — 5958 жителей.
- село Русская Халань — 2315 ж.
- слобода Холок — 1530 ж.
- слобода Масловка — 1439 ж.
- село Ездочное — 1194 ж.
- слобода Морквина — 1118 ж.
- слобода Новая Масловка (с. Новомасловка)— 958 ж.
- деревня Окуни — 867 ж.
- хутор Большой — 840 ж.
- слобода Раевка — 812 ж.
- хутор Аделандин (х. Малый) — 496 ж.
- деревня Ближне-Ливенское (п.Чернянка) — 395 ж.
- село Гнилое(с. Окуни) — 370 ж.
- хутор Александрет (х. Бородин) — 298 ж.
- хутор Бородин — 288 ж.
- поселок Ново-Ивановка — 158 ж.
- сельцо Морквино — 124 ж.
- усадьба Дмитриевка — 90 ж.
- сельцо Протопоповка — 89 ж.
- сельцо Красовка (п.Чернянка) — 84 ж.
- деревня Нижняя Черняночка (п. Красный Остров) — 73 ж.
- хутор Юрьевский (х. Малый) — 57 ж.
- хутор Окуньки (с. Окуни) — 38 ж.
- поселок Сытная Яруга — 24 ж.

## Селения волости в 1926 году
По состоянию на 1926 год  — волость состояла из 66 селений, 12 сельских советов, 5859 дворов, 31441 жителей, площадью 512 км², с центром в слободе Чернянка.
Волотовская волость состояла из 80 селений, 12 сельских советов, 4120 дворов, 23168 жителей, площадью 561 км², с центром в селе Волотово.
Из этих двух волостей в 1928 году образован Чернянский район.

### Этнический состав
В Чернянской волости в 1926 году проживало 67,7 % украинцев и 32,1 % русских.

## Карты
Карта Чернянской волости 1785 г..